# آدام بروجیش
آدام بروجیش (لهستانی: Adam Brodzisz؛ ‏ ۱۸ فوریهٔ ۱۹۰۶ – ۹ نوامبر ۱۹۸۶) بازیگر اهل لهستان بود.
از فیلم‌ها یا مجموعه‌های تلویزیونی که وی در آن‌ها نقش داشته است، می‌توان به جنگل جوان، صدای صحرا و راپسودی بالتیک اشاره نمود.